# Samuel León Brindis
Samuel León Brindis (Ocozocoautla de Espinosa, Chiapas; 13 de junio de 1895 - 1987). Médico militar chiapaneco. El Dr. Samuel León Brindis inició sus estudios en Ocozocuautla, los prosiguió en Tuxtla Gutiérrez y, posteriormente, en la Ciudad de México. En la Escuela Militar de la capital del estado de Chiapas se graduó de capitán y en la Escuela Nacional de Medicina obtuvo el título de médico cirujano. Médico altruista, benefactor de los pobres, revolucionario por convicción, funcionario del sector salud en Tuxtla y otras ciudades de la República, director del Instituto de Ciencias y Artes de Chiapas, y expresidente municipal de Tuxtla Gutiérrez, el doctor Samuel León Brindis gobernó a los chiapanecos en el período comprendido entre 1958 y 1964. Sus padres fueron Rosendo León Palacios y Tomasa Brindis Corzo y  procreó a 19 hijos (Lorenzo, Ricardo, Elvia, Alberto, Carlos, Artemio, Samuel, Mirna, René, Tomasa Lucinda, Roció, Samuel, Edith, Norma, Irma, Julio César, Sandra, Héctor Eduardo y Laura) 
Como gobernador fue el autor de la ampliación de la Avenida Central (principal arteria de la ciudad) desde la Plaza Cívica hasta la Agencia Municipal de Terán, incluso del bulevar Belisario Domínguez, hacia el poniente de Tuxtla Gutiérrez. Durante su gobierno fueron creados el Cuerpo de Bomberos, la Escuela de Enfermería y la Casa de la Juventud, hoy Instituto del Deporte del Estado de Chiapas.
Murió el 22 de mayo de 1987, una estatua en su honor que se encuentra ubicada en Avenida Central y 13.ª. Calle Poniente.